# Угра
Угра́ (рос. Угра) — річка в Смоленській та Калузькій областях Росії, ліва притока Оки (басейн Волги). Довжина становить 399 км. Площа басейну — 15700 км².
1997 року в долині річки утворено національний парк «Угра».

## Опис
Угра має виток на Смоленській височині на південному сході Смоленської області.
Живлення річки змішане: частка стоку талих вод в середньому становить близько 60 %, понад 30 % річного стоку припадає на грунтові води, і тільки близько 5 % — на стік дощових вод. Водний режим річки характеризується чітко вираженим високою весняною повінню, низькою літньо-осінньої меженью, що переривається дощовими паводками, і стійкою тривалою низькою зимовоб меженью. Весняна повінь починається наприкінці березня і закінчується у першій декаді травня. У період повені загальний підйом води над зимовою меженью в середній і нижній течії Угри в багатоводні роки складає 10-11 м.
Середньорічна витрата води в пониззі — 89 м³/с. Замерзає у листопаді — початку січня, розкривається наприкінці березня — початку квітня.
Долина річки заплавна, з шириною заплави 1-2 км, в нижній течії — 3,5 км. Ширина русла в нижній течії — 70-80 м. Глибини в межень на перекатах — 0,4-0,6 м, найбільші на плесах — 4 м. Середня швидкість течії води — 0,4-0,6 м²/с.

## Притоки
(відстань від гирла, вказана довжина найбільших приток)
- 2 км: Росвянка (пр)
- 13 км: Веприка (лв)
- 36 км: Шаня (лв)
- 47 км: Ізвер (лв)
- 75 км: Теча (пр)
- 99 км: Вережка (лв)
- 112 км: Сохна (лв)
- 115 км: Кунова (пр)
- 120 км: Ремеж (пр)
- 121 км: Ресса (пр)
- 123 км: Ужайка[1] (пр)
- 149 км: Собжа (пр)
- 154 км: Воря (лв)
- 159 км: Уйка (лв)
- 185 км: Турея (лв)
- 204 км: Жижала (лв)
- 205 км: Вороновка (лв)
- 232 км: Сигоса (пр)
- 236 км: Волоста (лв)
- 243 км: Леонидівка (пр)
- 248 км: Єленка (лв)
- 255 км: Велика Слоча (пр)
- 265 км: Дебря (лв)
- 274 км: Дименка (лв)
- 279 км: Гордота (лв)
- 280 км: Оськовка (пр)
- 286 км: Маковка[2] (пр)
- 288 км: Баскаковка (пр)
- 289 км: Ворона[3] (пр)
- 302,3 км: Ясенка (лв)
- 303 км: Нежичка (лв)
- 322 км: Поляновка (лв)
- 328,8 км: Гуда (пр)
- 326,8 км: Ужрепт (пр)
- 327,3 км: Невестинка (лв)
- 339 км: Жостовня (пр)
- 347 км: Чернавка (лв)
- 360 км: Лещенка (лв)
- 363 км: Усія (лв)
- 366 км: Теремшеня (лв)
- 372 км: Демина (пр)
- 374 км: Ключевка (лв)
- 380 км: Добричка (лв)
- 388 км: Угричка (пр)